# Hari Ram
Pour les articles homonymes, voir Ram.
Hari Ram est un explorateur indien du XIXe siècle.
Pundit, il est célèbre pour avoir explorer les environs de l'Everest en 1871-1872.

## Biographie
Surnommé no 9 ou M. H., il n'est d'abord pas autorisé à entrer au Tibet, mais sa chance tourne lorsqu'il rencontre un fonctionnaire du district dont la femme est malade. Il l'examine, identifie la maladie et lui donne un traitement adéquate. La femme récupère et il obtient un sauf-conduit pour le Tibet. Il voyage le long de la rivière Bhote Koshi (en) qu'il traverse quinze fois durant 40 km. Il couvre 78 000 km2 de territoire pratiquement inconnu et effectue deux fois le tour du mont Everest,.
Lors d'un deuxième voyage, il traverse le nord du Népal d'ouest en est.
En 1892-1893, il explore de nouveau le Tibet. Il est le dernier pundit à le faire avant les tensions politiques qui suivront.